# Gllogoc
Pour les articles homonymes, voir Glogovac.
Gllogoc ou Drenas en albanais et Glogovac en serbe latin {en serbe cyrillique : Глоговац ; autres noms albanais : Gllogovci et Drenasi) est une ville et une commune/municipalité du Kosovo située dans le district de Pristina (Kosovo) ou dans le district de Kosovo (Serbie). Selon le recensement kosovar de 2011, la commune compte 58 531 habitants et la ville intra muros 6 143.

## Géographie
La commune/municipalité de Gllogoc/Glogovac est située au centre du Kosovo, entre les monts Çiçavica/Čičavica à l'est et les collines de la Drenica au nord et à l'ouest. La route principale de Prishtinë/Pristina à Pejë/Peć traverse son territoire.

## Histoire

### Guerre du Kosovo
Dès 1997, Les collines de la Drenica avaient été un bastion de l'Armée de libération du Kosovo (UÇK). Pendant la guerre du Kosovo, celle-ci contrôlait de larges secteurs de la municipalité.
L'un des deux premiers massacres qui ont déclenché la guerre, les 28 février et 1er mars 1998, a été commis à Likoshan/Likošane, au nord du territoire de la commune/municipalité. Le 3 mars 1998, 50 000 personnes se sont réunies à Likoshan pour l'enterrement des 24 victimes de Qirez et de Likoshan/Likošane[réf. nécessaire]. Le 31 mai 1998, à la suite d'une rafle à Poklek i Ri/Novi Poklek, deux Albanais, Ardian Deliu et Fidai Shishani, ont été tués et huit autres ont disparu. Le 26 septembre 1998, un autre massacre de 21 Albanais appartenant principalement à la famille Delijaj, a été commis par les forces serbes à Abri e Epërme/Gornje Obrinje[réf. nécessaire].
Le 17 avril 1999, la police serbe a massacré 53 personnes à Poklek i Vjetër/Poklek et trois femmes y ont disparu : la police a rassemblé de force dans une maison un groupe de Kosovars, principalement de la famille Muqolli. Au bout de quelques heures, elle a emmené le propriétaire Sinan Muqolli et un autre homme, les a assassinés et jetés dans le puits de la maison. Puis elle a jeté une grenade dans la pièce contenant 47 personnes, dont 23 enfants de moins de quinze ans, et un homme en uniforme a mitraillé l'intérieur, tuant tout le monde sauf six personnes. Le même jour à Çikatovë e Re/Novo Čikatovo, la police serbe attaquait le village et séparait les hommes des femmes et des enfants. À la fin de la journée, 23 hommes appartenant à la famille Morina avaient été tués[réf. nécessaire].

## Localités

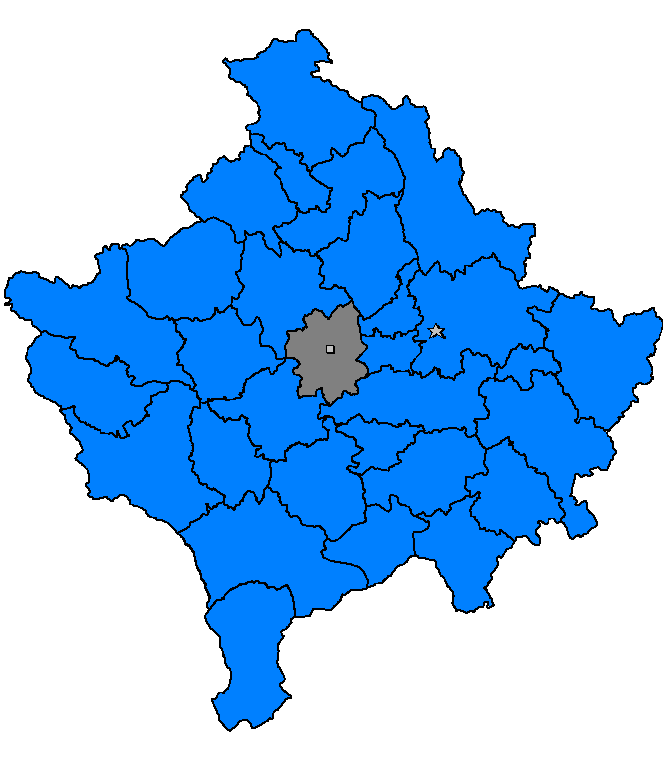
Localisation de la commune/municipalité de Gllogoc/Glogovac au Kosovo

La commune/municipalité de Gllogoc/Glogovac compte les localités suivantes :
| - Abri e Epërme/Gornje Obrinje - Arllat/Orlate - Baicë/Banjica - Berishë/Beriša - Çikatovë e Re/Novo Čikatovo - Çikatovë e Vjetër/Staro Čikatovo - Dobroshec/Dobroševac - Domanek - Fushticë e Epërme/Gornja Fuštica - Fushticë e Ulët/Donja Fuštica - Gllabar/Globare - Gllanasellë/Gladno Selo - Gllogoc/Glogovac | - Godanc/Godance - Gradicë/Gradica - Kishnarekë/Kišna Reka - Komoran/Komorane - Korroticë e Epërme/Gornja Koretica - Korroticë e Ulët/Donja Koretica - Krajkovë/Krajkovo - Likoshan/Likošane - Llapushnik/Lapušnik - Negroc/Negrovce - Nekoc/Nekovce - Poklek - Polluzhë/Poluža | - Sankoc/Stankovce - Shtrubullovë/Štrbulovo - Shtuticë/Štutica - Tërdec/Trdevac - Tërpezë/Trpeza - Tërstenik/Trstenik - Vasilevë/Vasiljevo - Vërboc/Vrbovac - Vuçak/Vučak - Zabel i Epërm/Gornji Zabelj - Zabel i Ulët/Donji Zabelj |

## Démographie

### Population dans la villeintra muros

#### Évolution historique de la population dans la ville
| 1948 | 1953 | 1961 | 1971  | 1981  | 1991  | 2011  |
| ---- | ---- | ---- | ----- | ----- | ----- | ----- |
| 558  | 658  | 836  | 1 343 | 2 440 | 4 499 | 6 143 |

|  |

#### Répartition de la population par nationalités dans la ville (2011)
En 2011, les Albanais représentaient 99,77 % de la population.

### Commune/Municipalité

#### Évolution historique de la population
| 1948   | 1953   | 1961   | 1971   | 1981   | 1991   | 2011   |
| ------ | ------ | ------ | ------ | ------ | ------ | ------ |
| 16 177 | 17 683 | 21 125 | 28 188 | 39 141 | 53 618 | 58 531 |

|  |

#### Répartition de la population par nationalités (2011)
En 2011, les Albanais représentaient 99,85 % de la population.

## Politique

### 2007
À la suite des élections municipales de novembre 2007, les 31 sièges de l'assemblée de Gllogoc/Glogovac se répartissaient de la manière suivante :
| Parti                                 | Sièges |
| ------------------------------------- | ------ |
| Parti démocratique du Kosovo (PDK)    | 28     |
| Ligue démocratique du Kosovo (LDK)    | 1      |
| Ligue démocratique de Dardanie (LDD)  | 1      |
| Alliance pour un nouveau Kosovo (AKR) | 1      |

Nexhat Demaku, membre du PDK, a été élu maire de Gllogovc/Glogovac.

### 2009
À la suite des élections municipales de novembre 2009, les 31 sièges de l'assemblée de Gllogoc/Glogovac se répartissaient de la manière suivante :
| Parti                                  | Sièges |
| -------------------------------------- | ------ |
| Parti démocratique du Kosovo (PDK)     | 24     |
| Ligue démocratique du Kosovo (LDK)     | 2      |
| Ligue démocratique de Dardanie (LDD)   | 2      |
| Alliance pour le futur du Kosovo (AAK) | 1      |
| Alliance pour un nouveau Kosovo (AKR)  | 1      |
| Parti de la justice (en) (PD)          | 1      |

Nexhat Demaku, membre du PDK, a été réélu maire de la commune/municipalité.

## Sport
Le KF Feronikeli, est le meilleur club de la ville. Il a gagné trois fois le championnat(2015,2016 et2019) et trois fois la coupe(2014,2015 et 2019). En 2019-2020, il atteint le deuxième tour de qualification de la Ligue Europa.

## Économie
L'économie de la commune/municipalité de Gllogoc/Glogovac est principalement fondée sur l'agriculture ; on y produit essentiellement du blé et du maïs mais, depuis la guerre du Kosovo, une grande partie des terres arables est abandonnée. L'un des employeurs les plus importants de la région est la mine Ferronikel, privatisée en 2005.

## Tourisme
Parmi les monuments et sites culturels de la commune/municipalité, on peut citer :
- le site archéologique de Vučak à Baicë/Banjica (Préhistoire-Moyen Âge)[6]
- le site archéologique de Kaljaja à Vërboc/Vrbovac (Antiquité-Moyen Âge)[7]
- les ruines d'une église à Fushticë e Ulët/Donja Fuštica (XIVe-XVIe siècles)[8]
- la tour-résidence de Habib Xhemajl à Dobroshec/Dobroševac (XIXe siècle)[9]
- la tour-résidence de Shaban Polluzha à Polluzhë/Poluža (XXe siècle)[10]
- l'hôpital des Partisans à Berishë/Beriša (XXe siècle)[10]
- la tour d'Ibish Morina à Çikatovë e Vjetër/Staro Čikatovo (?)[10]
- l'ensemble résidentiel de la famille Dervisholli à Gradicë/Gradica (?)[10]

## Personnalités
- Jakup Krasniqi, né à Negroc/Negrovce, président de l'Assemblée du Kosovo.